# Kjula församling
Kjula församling var en församling i Strängnäs stift och i Eskilstuna kommun i Södermanlands län. Församlingen uppgick 1995 i Kafjärdens församling. 

## Administrativ historik
Församlingen har medeltida ursprung och var till 1962 moderförsamling i pastoratet Kjula och Sundby som 1 maj 1919 utökades med Vallby och Hammarby församlingar. Från 1962 till 1 juli 1979 annexförsamling i pastoratet Jäder, Barva, Kjula, Sundby, Vallby och Hammarby. Från  1 juli 1979 till 1995 modeförsamling i pastoratet Kjula, Jäder, Barva, Sundby, Vallby och Hammarby. Församlingen uppgick 1995 i Kafjärdens församling.

## Kyrkoherdar
| Ämbetstid | Namn                       | Levnadstid | Övrigt                          |
| --------- | -------------------------- | ---------- | ------------------------------- |
| 1335      | Peter                      |            |                                 |
| 1347–1362 | Johan                      |            |                                 |
| 1429–1445 | Johan                      |            |                                 |
|           | Petrus Mathiae de Vallibus |            | Senare biskop i Västerås stift. |
| 1500      | Erik Körning               |            |                                 |
| 1545–1547 | Hermannus Erici            |            |                                 |
| 1567–1593 | Laurentius Johannis        |            |                                 |
| 1593–1595 | Olaus                      |            |                                 |
| 1595–1612 | Petrus Olai Gestricius     | –1615      |                                 |
| 1612–1630 | Ericus Petri Gestricius    | 1573–1630  |                                 |
| 1632–1652 | Petrus Falcovius           |            |                                 |
| 1652–1660 | Ericus Petri Hambrelius    | –1660      |                                 |
| 1661–1662 | Gudmundus Jacobi Lithovius |            |                                 |
| 1662–1693 | Per Gaddelius              | 1622–1693  |                                 |
| 1693      | Andreas Petri Gaddelius    | 1655–1694  |                                 |
| 1695–1710 | Ericus Petri Humbla        | –1710      |                                 |
| 1713–1738 | Georgius Isaaci Vallerius  | 1676–1738  |                                 |
| 1741–1744 | Gutmundus Erici Humbla     | 1700–1744  |                                 |
| 1747–1766 | Jonas Hiortzberg           | 1703–1766  |                                 |
| 1768–1783 | Karl Johan Ytterborg       | 1718–1768  |                                 |
| 1785–1804 | Magnus Hjortsberg          | 1739–1804  |                                 |
| 1806–1817 | Karl Peter Ljunglöf        | 1752–1817  |                                 |
| 1820–1836 | Jöns Persson Häggman       | 1762–1736  |                                 |
| 1839–1851 | Anders Blixén              | 1791–1851  |                                 |
| 1861–1896 | Anders Salenius            | 1815–1896  |                                 |
| 1897–     | Fredrik Wilhelm Ljung      | 1851–      |                                 |

## Kyrkor
- Kjula kyrka